# Google Discover
Google Discover（グーグルディスカバー）は、Googleが提供しているユーザーの興味や関心に関連するコンテンツを表示するサービス。

## 概要
Google Discoverは2016年にGoogle Feed（グーグルフィード）という名称で公開され、2018年9月に現在のGoogle Discoverに改名された。一部ではGoogle砲とも言われている。
ユーザーが検索した内容やGoogleアカウントなどから収集した情報をもとにGoogleの自動システムがユーザーに興味や関心によくあっていると判断する内容に基づいてコンテンツが表示される。Discoverのコンテンツは新しく公開されたウェブコンテンツやユーザーの興味や関心の広がりに基づいて定期的に更新される。
独自のアプリなどはなくAndroid、iOSのGoogleアプリ、Google Chromeに表示される。PixelやNexus、一部のAndroid端末では、ホーム画面を右にスワイプしてもアクセスできる。
2023年からはデスクトップ版のWebページ（「google.com」など）でも表示されるようになった。

## 機能
Discoverでは興味のあるトピックをフォローする機能と、興味がないトピック（記事）を削除する機能があり、トピックをフォローするとその話題に関連する記事がDiscoverに表示されるようになる。表示される記事の内容に興味がない場合はコントロールアイコンから該当記事（トピック）に対して無関心（〇〇に興味がない）を選択することでそのトピックに関連する記事の表示が少なくなる。また該当記事を配信するメディア（ウェブサイト）に対して興味がない場合は同じくコントロールアイコンから（〇〇（ウェブサイト名）の記事を表示しない）で回答記事を配信するメディアの記事を今後表示させないことができる。
Discover自体を表示したくない場合はアプリもしくはデスクトップ版の設定画面から表示・非表示を選択することができる。

## 仕組み
Google Discoverは、Googleアカウントや端末から収集した情報、機械学習を活用した高度なアルゴリズムを駆使することで、あるタイミングでユーザーが興味を示す、役に立つと感じる可能性が高いコンテンツを表示する。
具体的には、ブラウザの閲覧履歴、ウェブとアプリのアクティビティ、位置情報、端末情報などからユーザーの現在の興味関心を分析し、関連性の高いニューストピックを表示する。
Google Feedリリース当初は最新記事を表示するにとどまっていたが、2018年9月にGoogle Discoverに改名されてからは公開日時的に最新ではないが閲覧するユーザーにとってはタイムリーなコンテンツも表示されるようになった。

## SEO
Googleの自動システムは、専門性が高く、権威があり、信頼できるページが多くあるコンテンツをDiscoverに表示している。
Discoverに記事が表示されるとウェブサイトに意図せず突発的な多くのトラフィックを生むことがあり、一部のメディアなどではGoogle砲と呼ばれることがある。
コンテンツをDiscoverに表示させるための特別なタグや構造化データは必要なく、コンテンツがGoogleにインデックス登録されており、Discoverのコンテンツポリシーを満たしていれば、そのコンテンツは自動的にDiscoverの表示対象になる。なお、Discoverの表示対象になっていても、必ず表示されるとは限らない。
Discoverにコンテンツが有る場合は、Discoverのパフォーマンスレポートを使用してパフォーマンスをモニタリングする事ができる。データのインプレション数が最小しきい値に達している場合、このレポートは過去16ヶ月感にDiscoverに表示されたコンテンツのインプレション数、クリック数、クリック率が表示される。